# Maryvonne Dupureur

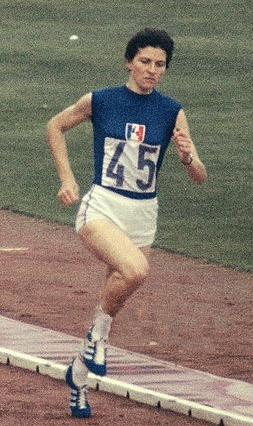
Maryvonne Dupureur

Maryvonne Dupureur (geb. Samson; * 24. Mai 1937 in Saint-Brieuc; † 7. Januar 2008 ebenda) war eine französische Mittelstreckenläuferin und Sprinterin.
Dupureur nahm zwar schon an den Olympischen Spielen 1960 in Rom teil, schied aber dort im Vorlauf aus. Bei den Olympischen Spielen 1964 in Tokio gewann sie die Silbermedaille im 800-Meter-Lauf hinter der Britin Ann Packer (Gold) und vor der Neuseeländerin Marise Chamberlain (Bronze). In diesem Rennen verbesserte sie ihren eigenen französischen Rekord um zwei Sekunden auf 2:01,9 Minuten. Vier Jahre später wurde sie bei den Olympischen Spielen 1968 in Mexiko-Stadt noch einmal Achte.
Sie stellte insgesamt zehn französische Rekorde auf den Strecken von 400 Meter bis 1500 Meter auf. Bei einer Körpergröße von 1,67 m betrug ihr Wettkampfgewicht 58 kg.

## Französische Meistertitel
- 400 Meter: 1959, 1963, 1964
- 800 Meter: 1960, 1963, 1964, 1967, 1968, 1969
- 1500 Meter: 1969

## Bestzeiten
- 400 Meter: 55,0 Sekunden (1964)
- 800 Meter: 2:01,9 Minuten (1964)
- 1500 Meter: 4:27,9 Minuten (1969)